# Lee Kam Sheung
Lee Kam Sheung, född 1868 i Xinhui, död 1922, var en ostronfiskare och entreprenör från Guangdong i Kina som sägs ha uppfunnit ostronsåsen år 1888. Lee grundade detta år också det sedan lång tid tillbaka i Hongkong baserade företaget Lee Kum Kee vars såser, kryddblandningar och smaktillsatser idag säljs i de flesta länder.